# HD 222399
HD 222399 är en dubbelstjärna belägen i den mellersta delen av stjärnbilden Andromeda. Den har en skenbar magnitud av ca 6,57 och kräver åtminstone en handkikare för att kunna observeras. Baserat på parallax enligt Gaia Data Release 2 på ca 10,7 mas, beräknas den befinna sig på ett avstånd på ca 304 ljusår (ca 93 parsek) från solen. Den rör sig närmare solen med en heliocentrisk radialhastighet på ca -21 km/s.

## Egenskaper
Primärstjärnan HD 222399 A är en gul till vit underjättestjärna av spektralklass F2 IV. Den har en massa som är ca 1,8 solmassor, en radie som är ca 6 solradier och har ca 39 gånger solens utstrålning av energi från dess fotosfär vid en genomsnittlig effektiv temperatur av ca 5 900 K.
Följeslagaren är en stjärna av skenbar magnitud 10,57, som ligger med en vinkelseparation av 14,7 bågsekunder vid en positionsvinkel av 162°, år 2002.